# Sklabinský Podzámok
Sklabinský Podzámok (in ungherese Szklabinyaváralja) è un comune della Slovacchia facente parte del distretto di Martin, nella regione di Žilina.
Vi sorgono le rovine del Castello di Sklabiňa, costruito nel XIII secolo.